# Cerkev sv. Trojice, Kraljevec na Sutli
Cerkev sv. Trojice v Kraljevcu na Sutli je župnijska cerkev Župnije Kraljevec na Sutli v Nadškofiji Zagreb. Stoji ob glavni cesti skozi vas.
Cerkev je bila zgrajena leta 1836 na mestu starejše zidane kapele. Poznana je po zvoniku, ki je oblikovan po zvoniku stare zagrebške stolnice. Je enoladijska in pravilno orientirana. Osnoven tloris sestavlja kvadratna ladja z vhodnim delom in nekoliko ožjim prezbiterijem, ki je od znotraj zaključen polkrožno, od zunaj pa poligonalno. Zunanjščina sledi oblikovnim zakonitostim poznega klasicizma, dočim je notranjščina še vedno v tradiciji poznega baroka. Inventar je iz 19. stoletja.
Župnišče je bilo zgrajeno leta 1858. Njegova klasicistična fasada prostorsko nadaljuje poznobaročno tradicijo.